# Isidoros von Chios
Isidoros von Chios (* in Alexandria; † um 251 auf Chios) war ein Heiliger und Märtyrer.

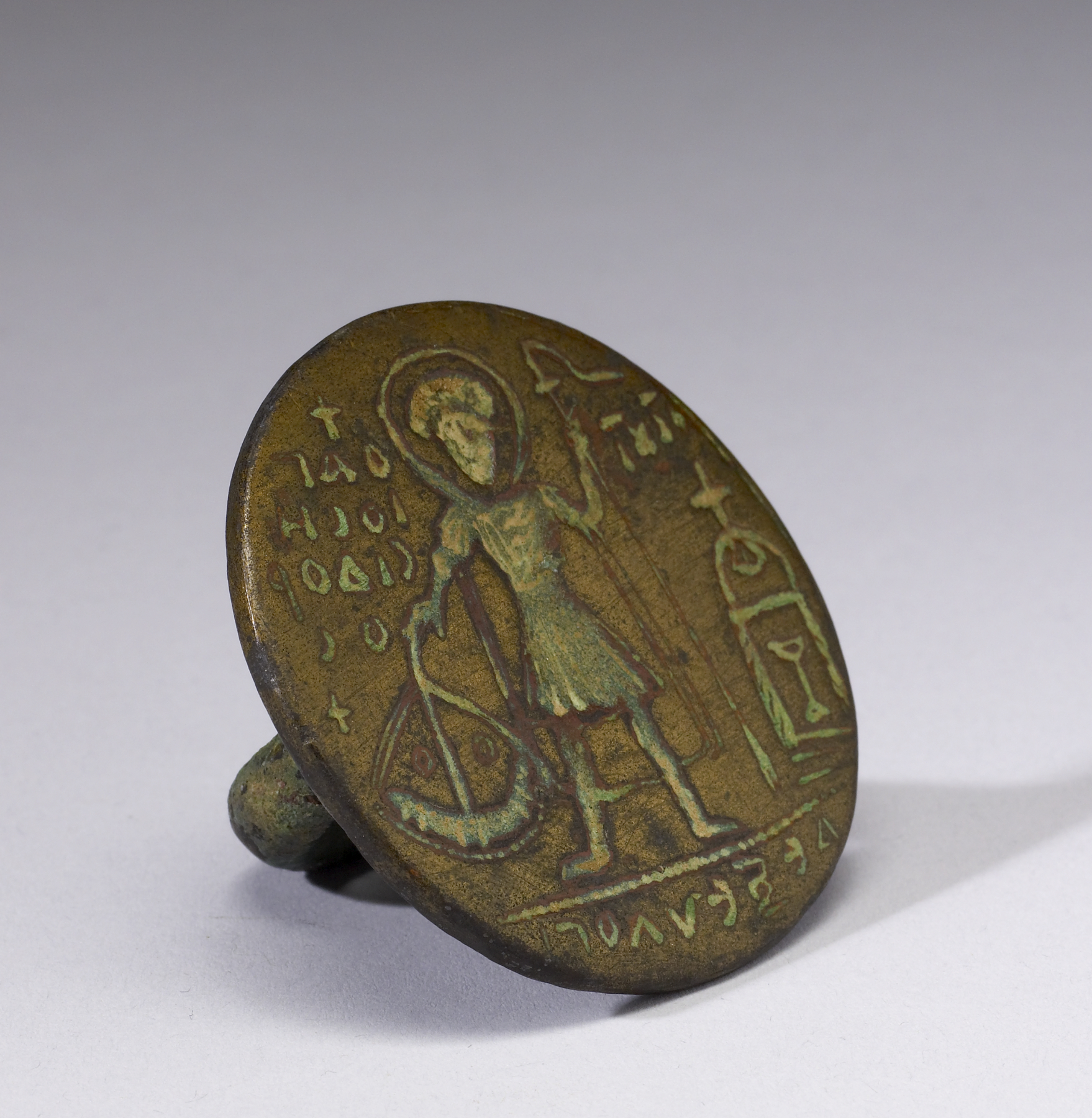
Pilgerstempel des Isidor aus dem 6. Jahrhundert

Isidoros diente im römischen Militär. Da er nicht bereit war, den römischen Göttern zu opfern und am christlichen Glauben festhielt, wurde er enthauptet. Über die Umstände seines Todes existieren mehrere, teils abweichende Fassungen. Mit seinem Tod steht das Martyrium der heiligen Myrope in enger Verbindung.
Die Agios-Isidoros-Basilika soll im 5. Jahrhundert über seinem Grab errichtet worden sein. In der Krypta wurden seine Gebeine aufbewahrt. 1124 wurden die Gebeine ohne Kopf gestohlen und gelangten über Konstantinopel wenig später nach Venedig, wo sie im 14. Jahrhundert in der St.-Isidor-Kapelle im Markusdom niedergelegt wurden. Etwa fünf Jahrhunderte später brachte ein Grieche gegen Belohnung den Kopf ebenfalls nach Venedig. Im Jahr 1967 wurden diese Reliquien wieder zurück nach Chios in die Kathedrale der heiligen Viktores überführt.
Isidoros von Chios ist Schutzpatron von Venedig, von Chios und der Seeleute.